# Nimali Liyanarachchi
Nimali Waliwarsha Konda Liyanarachchi Arachchige (née le 19 septembre 1989 à Sooriyawewa) est une athlète srilankaise, spécialiste du 800 m.

## Carrière
Fin 2016, elle bat sur une piste en herbe  l'ancien record national (temps manuel) de la spécialité en 2 min 3 s 5, temps qu'elle améliore en avril 2017 à 2 min 2 s 58 à Diyagama. Après disqualification de l'athlète indienne arrivée en tête, elle devient championne d'Asie en 2017 à Bhubaneswar. Ce titre lui permet de participer aux Championnats du monde de Londres.
En 2019 elle remporte le titre national sur 1 500 mètres, avec un record du Sri Lanka en 4 min 15 s 86.

## Palmarès
| Date | Compétition                  | Lieu        | Résultat | Épreuve | Temps         |
| ---- | ---------------------------- | ----------- | -------- | ------- | ------------- |
| 2017 | Championnats d'Asie          | Bhubaneswar | 1re      | 800 m   | 2 min 05 s 23 |
| 2018 | Championnats d'Asie en salle | Téhéran     | 3e       | 800 m   | 2 min 10 s 83 |
| 2019 | Jeux mondiaux militaires     | Wuhan       | 2e       | 800 m   | 2 min 06 s 14 |